# A Camp
A Camp é uma banda de rock alternativo da Suécia, sendo um projecto paralelo da vocalista da banda The Cardigans, Nina Persson.
A banda formou-se em 2001 durante uma pausa dos The Cardigans.

## Discografia

### Álbuns
- A Camp (2001)
- Colonia (2009)

### EPs
- Covers (2009)

### Singles
- I Can Buy You (2001)
- Song for the Leftovers (2002)
- Stronger Than Jesus (2009)
- Love Has Left The Room (2009)